# Nils Karlsson-Pyssling (bok)
Nils Karlsson-Pyssling  (alternativt skrivet Nils Karlsson Pyssling) är en sagosamling, skriven av Astrid Lindgren. Boken, som illustrerats av Eva Billow, gavs ut  1949 av Rabén & Sjögren.
Förutom sagan om Nils Karlsson-Pyssling innehåller boken sagorna I skymningslandet, Allrakäraste syster, Ingen rövare finns i skogen, Peter och Petra, Lustig-Gök, En natt i maj, Prinsessan som inte ville leka och Mirabell. Nästan alla dessa noveller handlar om barn som finner nya vänner ifrån olika fantasivärldar, oftast handlar det om småfolket, pysslingar eller en docka som får liv.  
Astrid Lindgren belönades 1950 med Nils Holgersson-plaketten för denna bok.
1956 gavs berättelsen om Nils Karlsson-Pyssling ut på nytt, denna gång som bilderbok. Det är Ilon Wikland som illustrerat denna.

## Filmatiseringar
- Nils Karlsson Pyssling (1990), med bland andra Oskar Löfkvist, Jonatan Lindoff och Ulla Sallert.
- Allrakäraste syster (1988), med bland andra Anki Lidén och Helge Skoog.
- Ingen rövare finns i skogen (1988), med bland andra Per Oscarsson och Birgitta Valberg.
- Peter och Petra (1989), med bland andra Babben Larsson, Per Eggers och Ann Petrén.